# Z Puppis
Z Puppis är en pulserande variabel av Mira Ceti-typ (M) i stjärnbilden Akterskeppet. 
Stjärnan varierar mellan visuell magnitud +7,0 och 15,3 med en period av 516 dygn.